# Norme sociale
Pour les articles homonymes, voir Normalité et Norme (homonymie).
 (septembre 2023).
Si vous disposez d'ouvrages ou d'articles de référence ou si vous connaissez des sites web de qualité traitant du thème abordé ici, merci de compléter l'article en donnant les références utiles à sa vérifiabilité et en les liant à la section « Notes et références ».

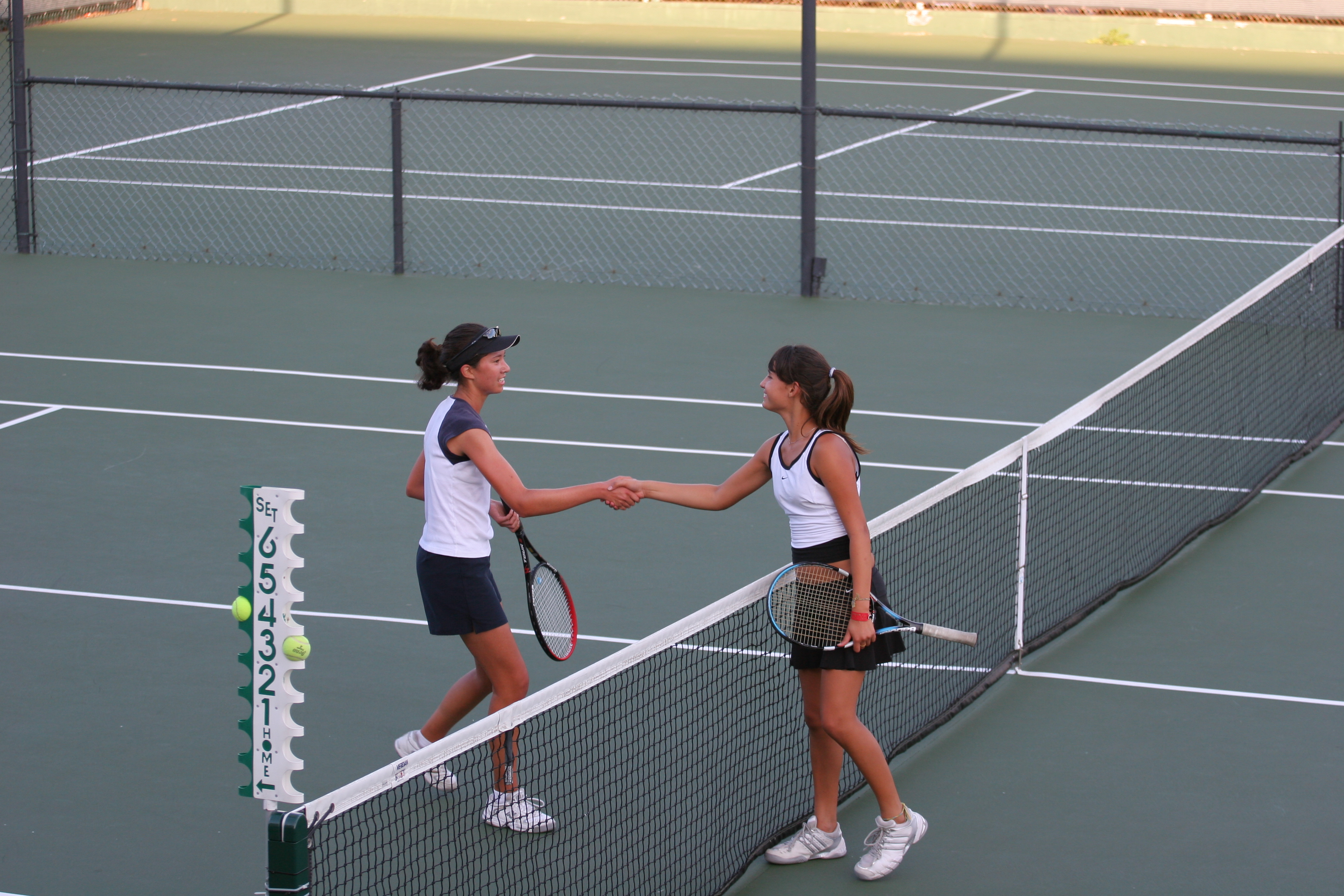
Se serrer la main entre adversaires sportifs, ici pour un match de tennis, est un exemple de norme sociale.

Une norme sociale  est un ensemble de règles de conduite accepté et appliqué par la plupart des membres d'un groupe social donné. Chacune de ces règles peut, dans ce groupe, être tacite ou non. L'acceptabilité d'une telle norme par un groupe est liée à ses habitudes, ses valeurs ou croyances partagées et aux différentes formes possible de contrôle social.

## Champ d’action
Les normes sociales permettent d'évaluer combien une « manière de faire » ou une « manière d’être » est socialement acceptables parce que conformes aux attentes, ou combien elles sont jugés déviants. Elles traduisent les valeurs et les idéaux dominants d’une société ou d’un groupe. Il n’est pas obligatoire et il est même rarement le cas que tous les groupes d’une même société donnée partagent les mêmes normes. Ces divergences entre les normes apportent des conflits sur les façons adéquates de se comporter, dans diverses situations.
Il est fréquent qu’un individu affiche par son comportement une forme idéalisée des normes sociales. Il s’agit d’une des pratiques les plus fréquentes dans l’humanité puisqu'elle donne le sentiment de pouvoir progresser de rang dans la société. Ce comportement se rencontre en religion et en amour, ou en enseignement, et Charles Horton Cooley, sociologue américain, a montré qu’il était très fréquent même et surtout chez les scientifiques. Mais alors, la personne qui idéalise son comportement doit dissimuler la part de son activité qui n’est pas conforme, non seulement à la norme, mais encore qui risque de faire douter de l’idéal. Par exemple, un enfant de 8 ans se cachera pour regarder des films qu’il sait prévus pour des enfants de 6 ans. Des religieux iront boire de l’alcool discrètement. Les rapports Kinsey ont montré, aux États-Unis, vers 1950, combien la pratique sexuelle échappait, en toute discrétion, aux schémas binaires habituels. On dissimulera une forme avantageuse d’activité. Par exemple, de nombreuses gens se justifient leur travail, non pour lui-même, mais pour les à-côtés qu’il facilite, y compris le vol. On dissimulera les maladresses qu’on a commises, pour préserver l’idéalisation ; comme le dit un adage d'Oscar Wilde, « Les médecins enterrent leurs erreurs ». On dissimulera les étapes d’un travail, pour ne montrer que la forme finale, supposée seule conforme à l’idéal ; ainsi l’édition papier de leur thèse représente souvent un travail considérable pour les étudiants, mais ils n’en parleront pas. On dissimulera bien sûr les tâches salissantes et avilissantes qui ont été nécessaires pour parvenir à un résultat donné comme idéal ; la sale besogne sera confiée à un domestique, par exemple.
Pour conforter l’adéquation d’une norme sociale avec un idéal, on fera montre de l’origine miraculeuse de sa pratique, que l’on appellera vocation. Nombre d’organismes d’apprentissage demandent à leurs élèves de se soumettre à une sorte de formation initiatique, dans le but de donner un aspect sacré à leurs compétences. Les études de pharmacie, par exemple, durent de nombreuses années, alors que divers éléments montrent que beaucoup moins suffirait[réf. nécessaire] : durant la seconde guerre mondiale, l’armée américaine a formé des pharmaciens en quelques mois seulement, au grand dam des professionnels du secteur ; les religieux développent à l’envi la description de l’origine extraordinaire de leur vocation. Également, pour favoriser l’impression d’harmonie entre une norme sociale et son comportement, on favorisera une segmentation de ses relations, de façon à pouvoir apparaître mieux dans chacune ; par exemple, une adolescente isolera son milieu familial et ses amies.
Sauf en cas d’un cérémoniel établi, les personnes impliquées dans une interaction essaient de donner l’impression que leur relation est particulière à eux-mêmes, libre, partant, qu’elle se déroule en dehors des normes sociales. Ainsi, un médecin qui recommande un spécialiste à un patient prétendra que ce spécialiste est le meilleur et qu’il est là pratiquement exprès pour cette occasion, mais il ne mentionnera pas qu’ils ont fait leurs études ensemble. Les commerçants développent de multiples « services personnels », prestations souvent encouragées par les clients eux-mêmes, pour démontrer qu’ils entretiennent avec leur entourage des relations chaleureuses en dehors de contraintes normées. Ainsi, dans un guide américain des bonnes manières du XIXe siècle, on trouve :

« Si vous avez échangé des politesses avec quelqu'un, ou si vous avez employé à son égard une expression de courtoisie déterminée, vous ne devez pas adopter, en sa présence, le même comportement avec une autre personne. Par exemple, si quelqu'un vient chez vous et que vous lui déclarez avec un intérêt chaleureux que vous êtes « heureux de le voir », vos attentions lui feront plaisir et il vous remerciera probablement ; mais, s'il vous entend tenir le même langage à vingt autres personnes, non seulement il s'apercevra que votre courtoisie ne signifie rien, mais encore il éprouvera quelque dépit de s'être laissé abuser. »

— Lee and Blanchard, The Canons of Good Breeding : or the Handbook of the Man of Fashion
Dans le cas des normes sociales, changer la norme fait partie de la norme elle-même.

## Normes tacites et écrites
Il existe des normes formelles, (écrites : lois, différents codes et règlements). Il existe également des normes informelles qui constituent en fait les mœurs, les habitudes, les coutumes, etc. (politesse, rythme de repas etc.). Le non-respect de ces normes est soit toléré  soit rejeté et sanctionné. Dans le cas de normes formelles, les sanctions consisteront en de la prison, des amendes, licenciements etc. Il s’agira sinon principalement de sanctions morales telles que des brimades allant jusqu’à l’exclusion d’un individu. La plupart des membres de la société ou du groupe accordent une valeur au respect des normes sociales. Le respect de ces normes contribue  à la cohésion sociale, mais l’application de sanctions sociales peut aussi mener à l’exclusion sociale.
La socialisation permet de transmettre les normes sociales.